# Alfred Mitschke
Kasimir Heinrich Alfred Eduard Mitschke (* 30. Oktober 1847 in Krotoschin; † 30. Oktober oder 1. November 1905 in Hirschberg/Schlesien) war ein deutscher Reichsgerichtsrat.

## Leben
1868 wurde er auf den preußischen Landesherrn vereidigt. 1874 wurde er Kreisrichter und 1879 zum Amtsrichter ernannt. 1888 erfolgte die Beförderung zum Amtsgerichtsrat und 1890 Landgerichtsrat. 1893 wurde er Oberlandesgerichtsrat. 1904 wurde er an das Reichsgericht berufen. Er war im II. Strafsenat des Reichsgerichts tätig. Im Februar 1905 ging er in den Ruhestand.